# Tirreno-Adriático 2007
42. edycja Tirreno-Adriatico miała miejsce w dniach 14–20 marca 2007. Trasa liczyła 7 etapów na łącznym dystansie 1112,5 km. Wyścig wygrał niemiecki kolarz w barwach Team Astana, Andreas Klöden. Stanął na najwyższym stopniu podium nie wygrywając żadnego etapu.

## Etapy
| Etap | Data     | Start - Meta                                        | km         | Zwycięzca etapu            | Lider                |
| ---- | -------- | --------------------------------------------------- | ---------- | -------------------------- | -------------------- |
| 1.   | 14 marca | Civitavecchia - Civitavecchia                       | 175        | Robbie McEwen Australia    | Robbie McEwen        |
| 2.   | 15 marca | Civitavecchia - Marsciano                           | 202        | Aleksandr Ariekiejew Rosja | Aleksandr Ariekiejew |
| 3.   | 16 marca | Marsciano - Macerata                                | 213        | Riccardo Riccò Włochy      | Aleksandr Ariekiejew |
| 4.   | 17 marca | Pievebovigliana – Offagna                           | 161        | Riccardo Riccò Włochy      | Riccardo Riccò       |
| 5.   | 18 marca | Civitanova Marche - Civitanova Marche Alta          | 20,5 (ITT) | Stefan Schumacher Niemcy   | Stefan Schumacher    |
| 6.   | 19 marca | San Benedetto del Tronto – Giacomo Monti della Laga | 164        | Matteo Bono Włochy         | Andreas Klöden       |
| 7.   | 20 marca | Civitella del Tronto - San Benedetto del Tronto     | 177        | Koldo Fernández Hiszpania  | Andreas Klöden       |

## Końcowa klasyfikacja generalna
| M-ce | Imię i nazwisko      | Kraj       | Drużyna                            | Czas             |
| ---- | -------------------- | ---------- | ---------------------------------- | ---------------- |
| 1.   | Andreas Klöden       | Niemcy     | Team Astana                        | 28 h 31 min 26 s |
| 2.   | Kim Kirchen          | Luksemburg | Team T-Mobile                      | + 0,04           |
| 3.   | Aleksander Winokurow | Kazachstan | Team Astana                        | + 0,13           |
| 4.   | Stefan Schumacher    | Niemcy     | Gerolsteiner                       | + 0,23           |
| 5.   | Janez Brajkovič      | Słowenia   | Discovery Channel Pro Cycling Team | + 0,31           |
| 6.   | Jens Voigt           | Niemcy     | Team CSC                           | + 0,34           |
| 7.   | Wasyl Kiryjenka      | Białoruś   | Tinkoff Credit Systems             | + 0,55           |
| 8.   | Jewgienij Pietrow    | Rosja      | Tinkoff Credit Systems             | + 0,59           |
| 9.   | Michele Scarponi     | Włochy     | Acqua & Sapone-Caffè Mokambo       | + 1,00           |
| 10.  | Michael Boogerd      | Holandia   | Rabobank                           | + 1,12           |

## Klasyfikacja drużynowa (TOP 3)
| M-ce | Drużyna                        | Czas          |
| ---- | ------------------------------ | ------------- |
| 1.   | Tinkoff Credit Systems         | 85h 37min 54s |
| 2.   | Team Astana                    | + 1,01        |
| 3.   | Caisse d’Épargne-Illes Balears | + 2,58        |

## Klasyfikacja górska (TOP 3)
| M-ce | Zawodnik           | Kraj     | Drużyna                   | Punkty |
| ---- | ------------------ | -------- | ------------------------- | ------ |
| 1.   | Salvatore Commesso | Włochy   | Tinkoff Credit Systems    | 15     |
| 2.   | Fortunato Baliani  | Włochy   | Ceramica Panaria-Navigare | 11     |
| 3.   | Wasyl Kiryjenka    | Białoruś | Tinkoff Credit Systems    | 6      |

## Klasyfikacja punktowa (TOP 3)
| M-ce | Zawodnik         | Kraj   | Drużyna                | Punkty |
| ---- | ---------------- | ------ | ---------------------- | ------ |
| 1.   | Riccardo Riccò   | Włochy | Saunier Duval-Prodir   | 32     |
| 2.   | Daniele Contrini | Włochy | Tinkoff Credit Systems | 31     |
| 3.   | Andreas Klöden   | Niemcy | Team Astana            | 30     |